# Sacred Journey of Ku-Kai Volume 2
A Sacred Journey of Ku-Kai Volume 2 Kitaró, japán zeneszerző 2005. február 22-én megjelent albuma. Az album Kitaro második lemeze mely Kūkai, a buddhizmus egyik tanítója szent útjának zenei interpretációja. Az albumot 2006-ban Grammy-díjra jelölték Best New Age Album kategóriában.

## Az album dalai
1. „Shining Spirit of Water” – 5:33
2. „As The Wind Blows” – 5:01
3. „Koki” – 4:48
4. „Kan-non” – 5:10
5. „Whispering Earth” – 6:28
6. „Inner Lights” – 6:34
7. „Dancing Flower” – 4:48
8. „Floating Lotus” – 5:30
9. „Peaceful Valley” – 5:07
10. „Crystal Field” – 4:53
11. „Ritual Waves” – 4:29